# Najade (Schiff, 1925)
Die Najade war ein Passagierschiff.

## Geschichte
Die Najade wurde unter der Baunummer 11 von der Ostseewerft AG in Stettin-Frauendorf für die Reederei Emil R. Retzlaff in Stettin gebaut. Sie lief am 15. Mai 1925 vom Stapel und wurde am 6. Juni desselben Jahres an den ersten Eigner abgeliefert. Zunächst fuhr sie im Liniendienst zwischen Stettin, Ziegenort, Alt- und Neuwarp. Nachdem Retzlaff 1931 in Konkurs gegangen war, ging das Schiff in den Besitz der Maris Schiffahrts GmbH in Stettin über, befuhr aber weiterhin dieselbe Strecke und wurde auch nicht umgetauft. 1939 wurde eine neue, siebenzylindrige Maschine statt des vierzylindrigen Gleichdruckmotor-Sulzer-Diesels eingebaut.
Am 26. Juni 1940 wurde das Schiff von der Deutschen Kriegsmarine übernommen. Die Najade diente dann bis Ende März 1942 als Taucherschulboot und wurde danach in anderen Funktionen von der Marine genutzt. Im Mai 1945 wurde sie ihrem Eigentümer aus der Vorkriegszeit zurückerstattet, der allerdings nun unter der Kontrolle der britischen Besatzungsmacht stand. Sie erhielt den Namen X 2026 und die Registernummer 1019 und wurde in der Nachkriegszeit zu Hamsterfahrten im norddeutschen Küstengebiet genutzt.
1949 wurde sie an die Gesellschaft Hamburg Blankenese Este Linie m.b.H. in Hamburg verchartert, die sie im Liniendienst zwischen Hamburg, Blankenese und Wedel einsetzte. In den frühen 1950er Jahren wurde das Schiff unter anderem von Schulklassen genutzt, die tagsüber die Ferienkolonie am Köhlbrand nutzten und abends wieder heimgefahren wurden.
Im November 1956 ging das Schiff in das Eigentum von O.H.G. Piper & Co über. Noch im selben Jahr erfolgte ein Umbau bei Pohl & Jozwiak in Hamburg. Das Schiff erhielt eine neue Maschine mit 320 PS, die eine Geschwindigkeit von 11,5 Knoten ermöglichte, während es vorher nur 8,5 Knoten erreicht hatte. Kurzfristig, von 1959 bis 1960, war das Schiff im Besitz von Heinrich Sietas in Hamburg. Ab dem 17. Februar 1960 trug es die Registernummer S 10213.
Bis 1963 gehörte das Schiff der Gesellschaft Hamburg-Blankenese-Este-Linie m.b.H. in Hamburg. In diese Zeit fällt die Namensänderung in Richard Strauss. Das Schiff fuhr weiterhin die Strecke Hamburg-Blankenese-Wedel, auch nachdem es am 1. April 1963 in den Besitz der Hafen-Dampfschiffahrts A.G. (Hadag) in Hamburg übergegangen war. Am 1. Oktober 1972 wurde es zum Abbruch an die Eisen & Metall in Hamburg verkauft.